# Viitaanlampi
Viitaanlampi är en sjö i kommunen Pertunmaa i landskapet Södra Savolax i Finland. Arean är 43 hektar och strandlinjen är 4,25 kilometer lång. Sjön  ingår i Kymmene älvs huvudavrinningsområde.   Den ligger omkring 45 kilometer väster om S:t Michel och omkring 180 kilometer nordöst om Helsingfors. 